# Ahmed Hachani
Ahmed Hachani (Arabisch : أحمد الحشاني) (Tunis, 4 oktober 1956) is een Tunesische jurist en politicus. Hij was van 1 augustus 2023 tot 7 augustus 2024 premier van Tunesië.

## Levensloop en carrière
Hachani is afgestudeerd aan de rechtenfaculteit van de Universiteit van Tunis. Daarna was hij werkzaam bij de Centrale Bank van Tunesië.